# Я и деревня
«Я и деревня» — картина белорусско-французского художника Марка Шагала, написанная маслом на холсте в 1911 году. Ныне хранится в Музее современного искусства в Нью-Йорке.
Картина написана в стиле кубизма и отличается множеством лёгких сказочных образов, накладывающихся друг на друга в сквозном пространстве. На переднем плане зелёнолицый мужчина в фуражке смотрит на козу или овцу, на щеке которой изображена доярка с маленькой козой. На переднем плане располагается светящееся дерево, которое в своей темнокожей руке держит мужчина. На заднем плане изображена кучка сельских домов вместе с православной церковью, а также перевёрнутая верх ногами скрипачка с мужчиной в чёрной одежде, держащим косу. Шею зелёнолицего мужчины украшает ожерелье с Андреевским крестом. Как следует из названия, картина «Я и деревня» была навеяна воспоминаниями художника о месте своего рождения и его отношением к нему.
В композиции картины органично совмещаются различные элементы восточноевропейских сказок и культуры, как белорусской, так и еврейской. Её отчётливо считываемые семиотические детали (например, дерево жизни) и дерзко причудливый стиль считались новаторскими для времени написания картины. Неистовый и затейливый стиль, по мнению искусствоведа Хорста Вольдемара Джансона, детские воспоминания Шагала превратились с помощью его воображения в «кубистскую сказку», которая не зависит от естественности цветов, размеров или даже законов гравитации.